# Zasip
Zasip je naselje u slovenskoj Općini Bledu. Zasip se nalazi u pokrajini Gorenjskoj i statističkoj regiji Gorenjskoj. 

## Stanovništvo
Prema popisu stanovništva iz 2002. godine naselje je imalo 963 stanovnika.